# Ca' Foscari

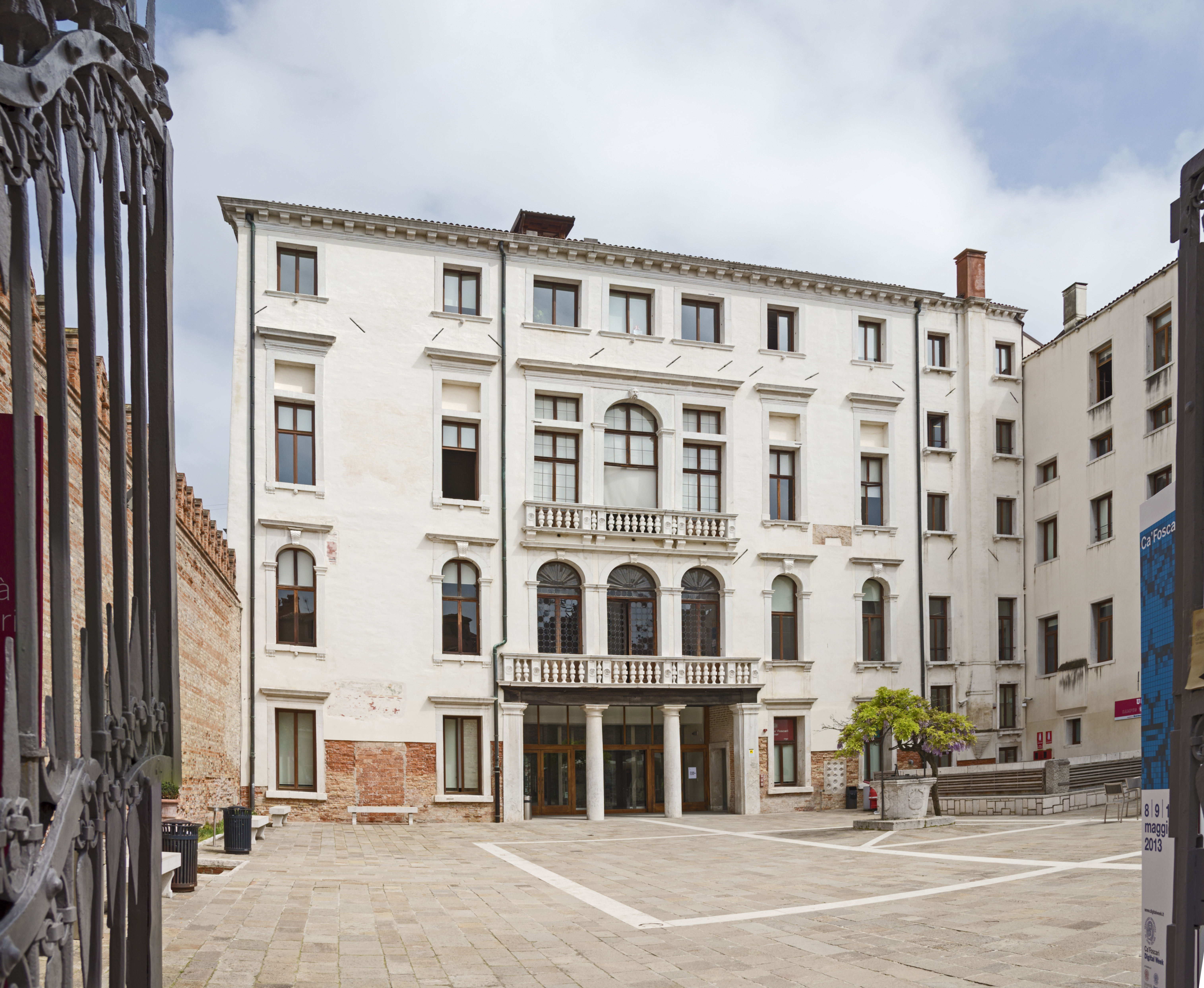
Façade sur la Calle Foscari.

Le Ca’ Foscari est un célèbre palais de style gothique situé à Venise dans le sestiere de Dorsoduro. Il se trouve sur la plus grande boucle du Grand Canal. 
Il est le siège de l'université Ca' Foscari Venise.

## Histoire

### La maison des deux Tours
Sur cet emplacement, il y avait auparavant un autre palais appelé maison des deux Tours, propriété de Bernardo Giustiniani. En 1429, la Sérénissime République achète le palais pour en faire la maison de Gianfrancesco Gonzaga, seigneur de Mantoue et vice-capitaine de l’armée de la république de Venise. Toutefois Gianfrancesco Gonzaga habite rarement le palais qui est finalement utilisé pour accueillir des hôtes illustres de la République, en particulier des rois et des diplomates.
En 1439, la maison des deux Tours est attribuée au capitaine, Francesco Sforza, pour son rôle et comme récompense pour la reprise de Vérone, mais en 1447, il trahit la République et le palais lui est enlevé, vendu aux enchères et acheté par le doge Francesco Foscari. 
La maison des deux Tours est démolie afin de construire un palais plus imposant et pour effacer le souvenir du traître Francesco Sforza.
Ca’ Foscari est construit par le doge Francesco Foscari en 1452 pour un usage familial, mais mourant subitement, il n'y demeure finalement que sept jours. Après sa mort, le palais partagé entre ses héritiers, accueille des personnages illustres comme le tsar Pierre le Grand et Henri III de Valois.

### Ca' Foscari
Les travaux commandés par le doge Francesco Foscari pour la démolition de la maison des deux Tours et la construction de l'université Ca' Foscari Venise commencent en 1453 et le doge emménage dans la nouvelle demeure seulement quelques jours avant sa mort, en 1457. Après sa mort, le palais est utilisé à des fins diverses.

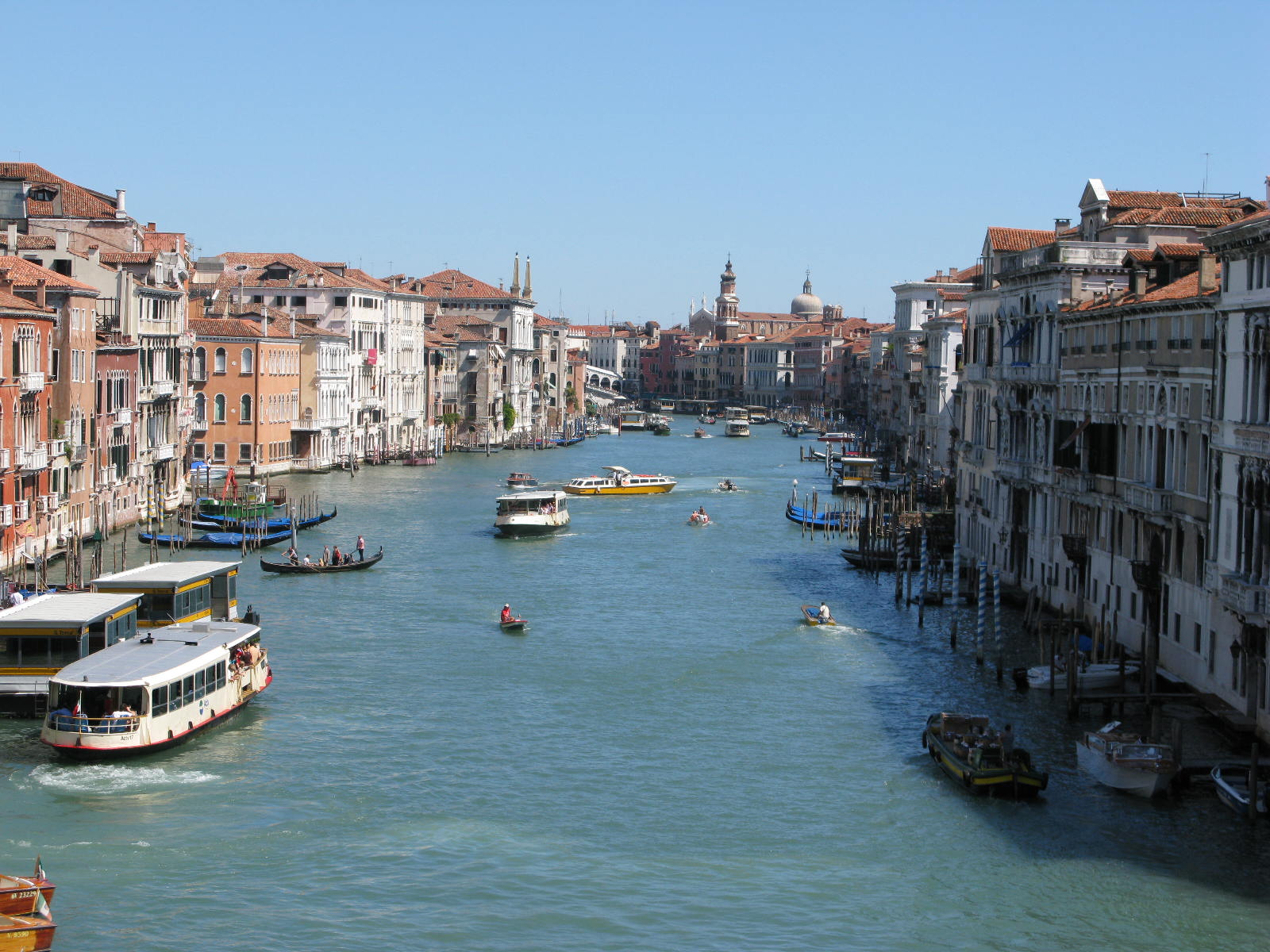
Vue du Grand Canal depuis le deuxième étage du Ca' Foscari.

Quelques dates de référence pour les événements et les usages particulier du palais :
- 1513 : fête pour le mariage de Federico Foscari avec une fille de Giovanni Venier ;

- 1516 : partage de la maison entre les héritiers du doge et utilisation pour accueillir les monarques européens ;

- 1574 : Henri III de Valois séjourne au palais ;

- 1661 : les héritiers de la famille Foscari reviennent vivre au palais et louent une partie au duc de Brunswick ;

- 1698 : le tsar Pierre Ier de Russie y est accueilli secrètement ;

- 1790 : mort de Francesco Foscari, fils de Sebastiano Foscari ; il était le dernier membre de la famille à vivre dans le palais ;

- 1811 : le palais est transformé en théâtre par des comédiens amateurs ;

- 1835 : le palais est utilisé par des familles pauvres, des artistes et des commerçants ;

- 1848 : le palais est utilisé comme caserne par l’armée de Daniele Manin ;

- 1849 : pendant le bombardement autrichien de Venise, un certain nombre de familles pauvres qui ont dû abandonner leurs foyers situés dans les zones les plus exposées, trouvent refuge à Ca’ Foscari. Sous la domination autrichienne, Ca’ Foscari est transformé en caserne, comme de nombreux autres palais vénitiens ;

- 1868 : le palais devient le siège de l’École royale supérieure de commerce ;

- 1942 : le palais Ca’ Giustinian dei Vescovi' est acheté et avec l'université Ca' Foscari Venise et devient le siège principal de l’université Ca’ Foscari de Venise.

## Architecture
Ca’ Foscari est un exemple typique de demeure de la noblesse et des commerçants vénitiens. Le rez-de-chaussée a été utilisé comme entrepôt, tandis que le premier et le deuxième étage, appelés « étages nobles », comme habitation et lieux de réceptions. 
Le Doge reconstruit le palais en style gothique vénitien: il détruit les deux tours, rapproche le palais du Canal, ajoute un deuxième étage noble et construit une nouvelle entrée et un nouveau portail.  
Le palais est l’un des bâtiments les plus imposants de Venise ; sa cour est la seconde cour extérieure, après celle du palais de Doges. Autrefois l’entrée principale la plus belle et la plus décorée était celle donnant sur le canal, le commerce étant l’activité la plus importante de Venise se faisait essentiellement par les voies canalisées. 
La construction du palais a une fonction célébratoire comme en témoigne la façade, qui rappelle les moments les plus prestigieux de la carrière politique du Doge. 
Le meneau du deuxième étage noble est surmonté par une grande frise à l’intérieur de laquelle sont représentés un lion et un heaume, qui évoquent le rôle de doge et capitaine de la République. De chaque côté du heaume il y a deux putti qui soutiennent un bouclier, symbole de la famille Foscari. 
Le haut de chaque colonne est décoré par des quadrilobes, typique du style gothique et les chapiteaux sont ornés par des feuillages, des animaux et des visages.
La façade est caractérisée par une séquence rythmique d’arcs, de fenêtres sculptées et d'ogives, style imité dans toute la ville.
L’architecte du palais est le sculpteur Bartolomeo Bon, qui a aussi construit avec son père Giovanni, la Porte des Papiers du palais des Doges. Ils sont aussi les auteurs du palais gothique Ca’ d’Oro.   

### Le portail
Le portail est l’entrée principale de université Ca' Foscari Venise.
Il a été restauré en 2008 par un groupe d’étudiants de l’université de Venise, coordonné par le professeur Guido Biscontin. 
Bâti en pierre d'Istrie, il a une forme rectangulaire et est surmonté par une lunette. 
À l'intérieur de la lunette se trouve le blason de la famille Foscari : bouclier soutenu par trois putti. 
Sur le haut du blason figure le lion de saint Marc avec un livre ouvert. 
En 1797, un décret napoléonien abolissant les blasons des familles nobles, une partie grande quantité de ceux-ci ont été enlevés ou couverts de chaux. 

### Le porche
Le porche a été restauré par l’architecte Carlo Scarpa en 1936.
- l’entrée du palais qui rappelle la fenêtre de l’Aula Baratto du deuxième étage ;
- les bancs en bois décorés avec la forme « t », typique du style de Scarpa ;
- la main courante de l’escalier en pierre d’Istrie, datée 1870 ;
- les lampes.

## Vue sur le Grand Canal
Ca’ Foscari est situé près de la plus grande boucle du Grand Canal, où, à l'occasion de la Régate Historique, une structure flottante appelée « machina » est placée et à partir de laquelle les autorités vénitiennes regardent la compétition. C’est aussi la ligne d’arrivée et le lieu de la remise des prix.
De la porte d’eau qui donne sur le canal et en particulier de la fenêtre du deuxième étage, il est possible de profiter d’une vue magnifique qui s’entend du Pont Rialto jusqu’à l’Académie des beaux-arts et qui inclut :
- une lanterne du XIXe siècle ;

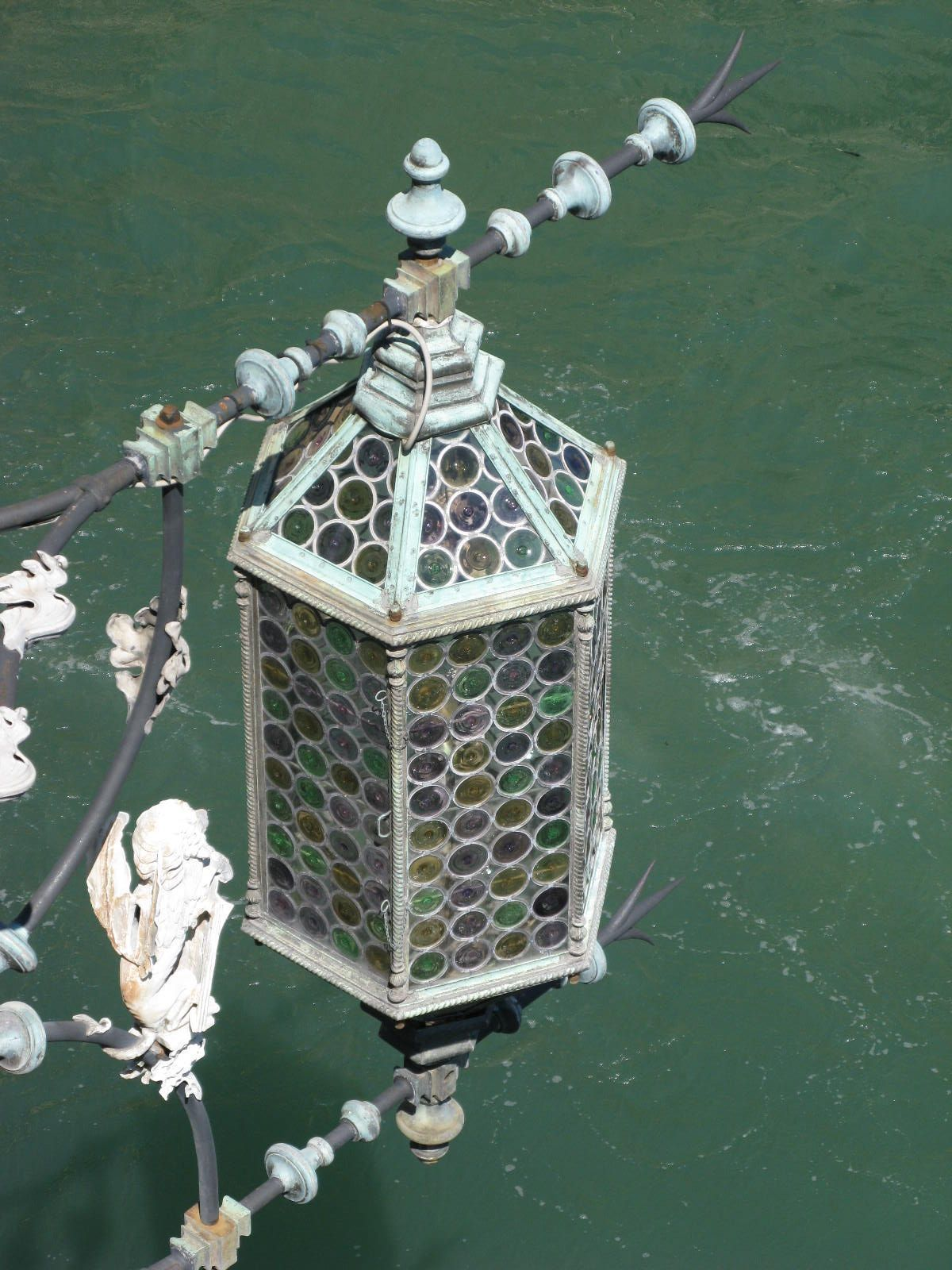
Une lanterne du XIXe siècle au Ca' Foscari.

- Fondazione Masieri, palais restauré par Carlo Scarpa ;
- Palazzo Mocenigo, où George Gordon Byron a vécu et a écrit la tragédie Les deux Foscari ;
- Palazzo Grassi, palais construit par l’architecte vénitien Giorgio Massari; il abrite le musée homonyme et accueille importantes expositions temporaires ;
- Palazzo Balbi, palais réalisé en 1595 par l’architecte et sculpteur Alessandro Vittoria. Aujourd’hui c’est le siège de la région ;
- Le pont du Rialto ;
- L’Académie des Beaux Arts.

Ca’ Foscari a été l’objet de nombreuses peintures mais a aussi été un lieu privilégié pour les peintres. Canaletto l'a peinte sur le côté dans le tableau Le Grand canal vers le Sud, mais il a peint également depuis le deuxième étage du palais, où est situé l’Aula Baratto :

Canaletto
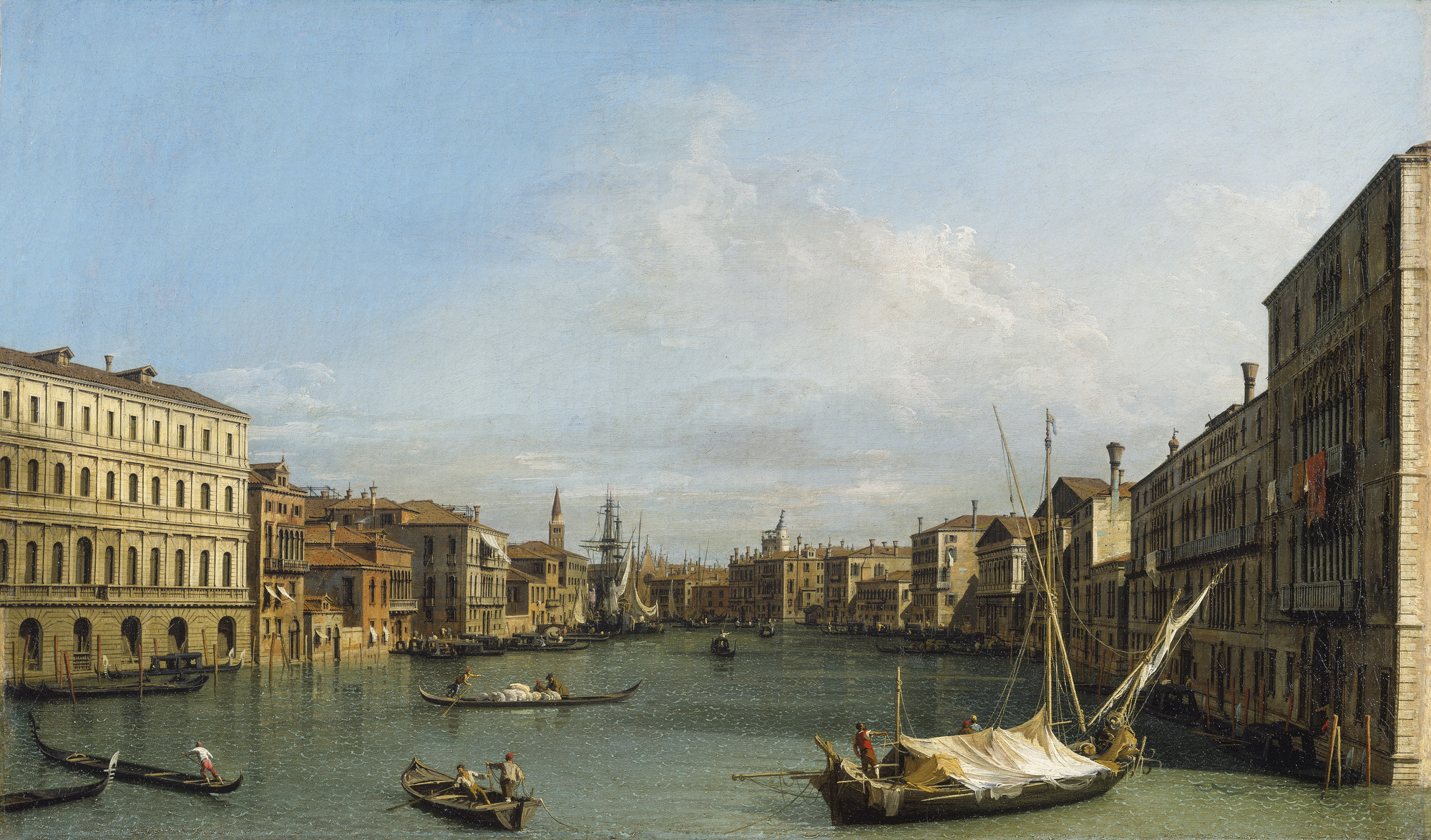
Le Grand Canal, vers le sud de Ca’ Foscari à la Carità, 1726-1727, Royal Collection[1].
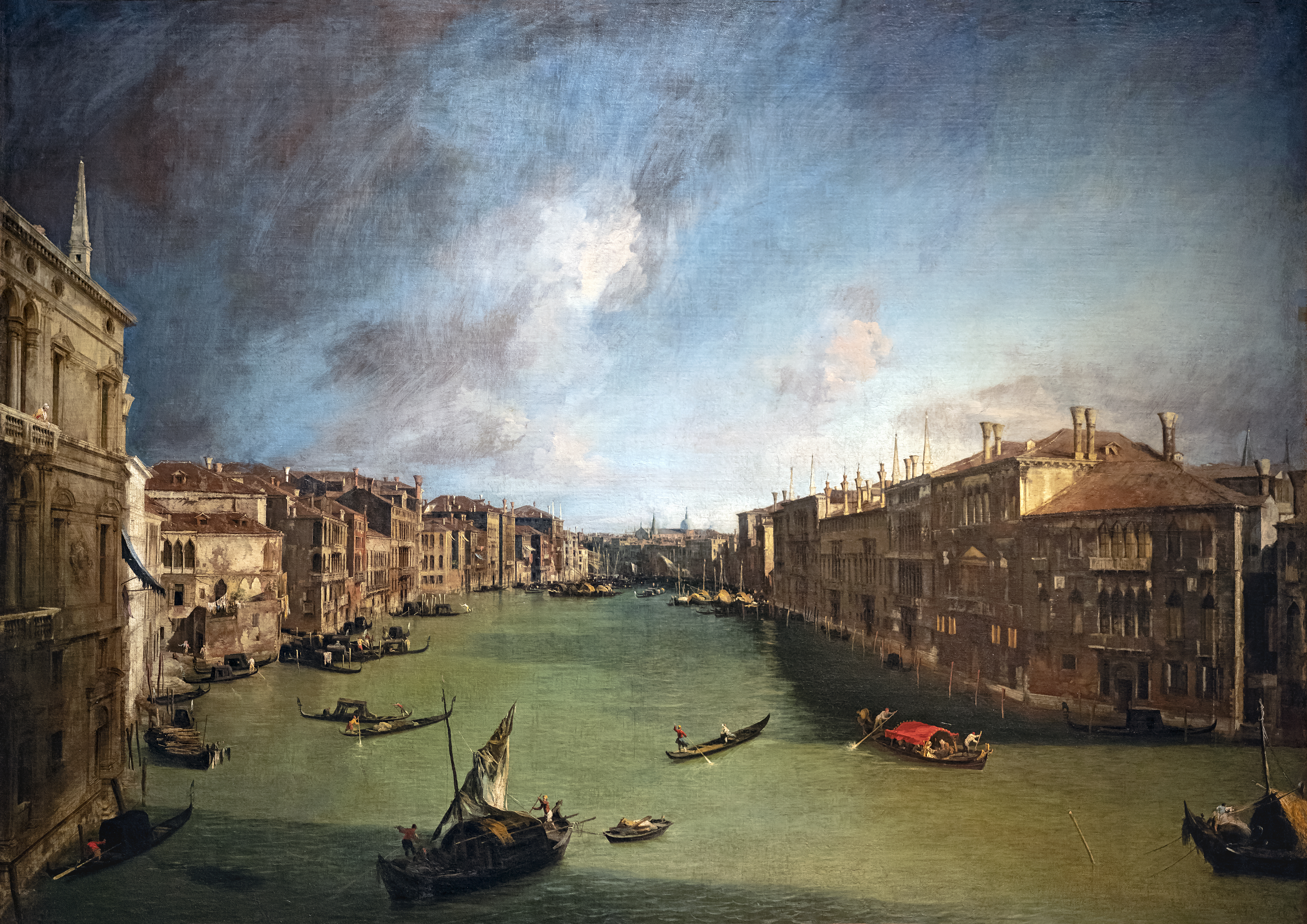
Le Grand Canal du Palazzo Balbi au Rialto, vers 1723, Ca' Rezzonico[2].
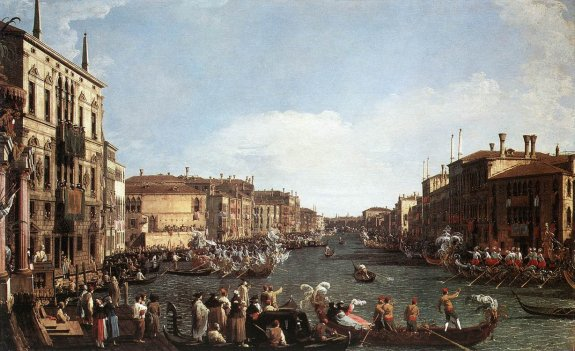
Régate sur le Grand Canal, 1733-1734, Royal Collection[3].

### L'Aula Baratto
Aula Baratto a été restauré en 1936 par l’architecte Carlo Scarpa. 
Elle est située au deuxième étage du palais et est dédiée à Mario Baratto, chercheur de littérature italienne (professeur de littérature italienne, spécialiste du théâtre, militant antifasciste, directeur du cours en langues, gendre de Silvio Trentin qui est décédé en 1984).
Les caractéristiques principales de l'Aula Baratto sont :
- la fermeture des meneaux, réalisée par Carlo Scarpa;

- les deux peintures de Mario Sironi et Mario Deluigi, datés 1936 et 1937;

- la vue magnifique et spectaculaire sur le Grand Canal qui s’étend du Pont Rialto jusqu’à l’Académie des beaux-arts.

En 1979, un grand incendie a détruit une partie de la salle et par conséquent l’architecte Valeriano Pastor a restauré la salle et la boiserie.
Les chaises et les tables actuellement dans la salle ont été dessinées par Carlo Scarpa et réalisées seulement en 2004 à l’occasion de la restauration.
Le plancher en chêne est daté du XIXe siècle ; il a été restauré en 2004 par un groupe d’anarchistes après l’incendie du 1979.

## La restauration de Carlo Scarpa
En 1936 Carlo Scarpa a restauré diverses parties de l’université, y compris l’amphithéâtre. En 1956 l’architecte est revenu à Ca’ Foscari pour transformer l’amphithéâtre en salle de cours et à cette occasion il a réalisé la boiserie. 

### La première restauration
En 1936 l’architecte Carlo Scarpa a été appelé par Agostino Lanzillo – le président de l’université — pour restaurer diverses parties de l’université, dont l’amphithéâtre. Avant l’intervention de l’architecte, la salle était occupé par un musée.

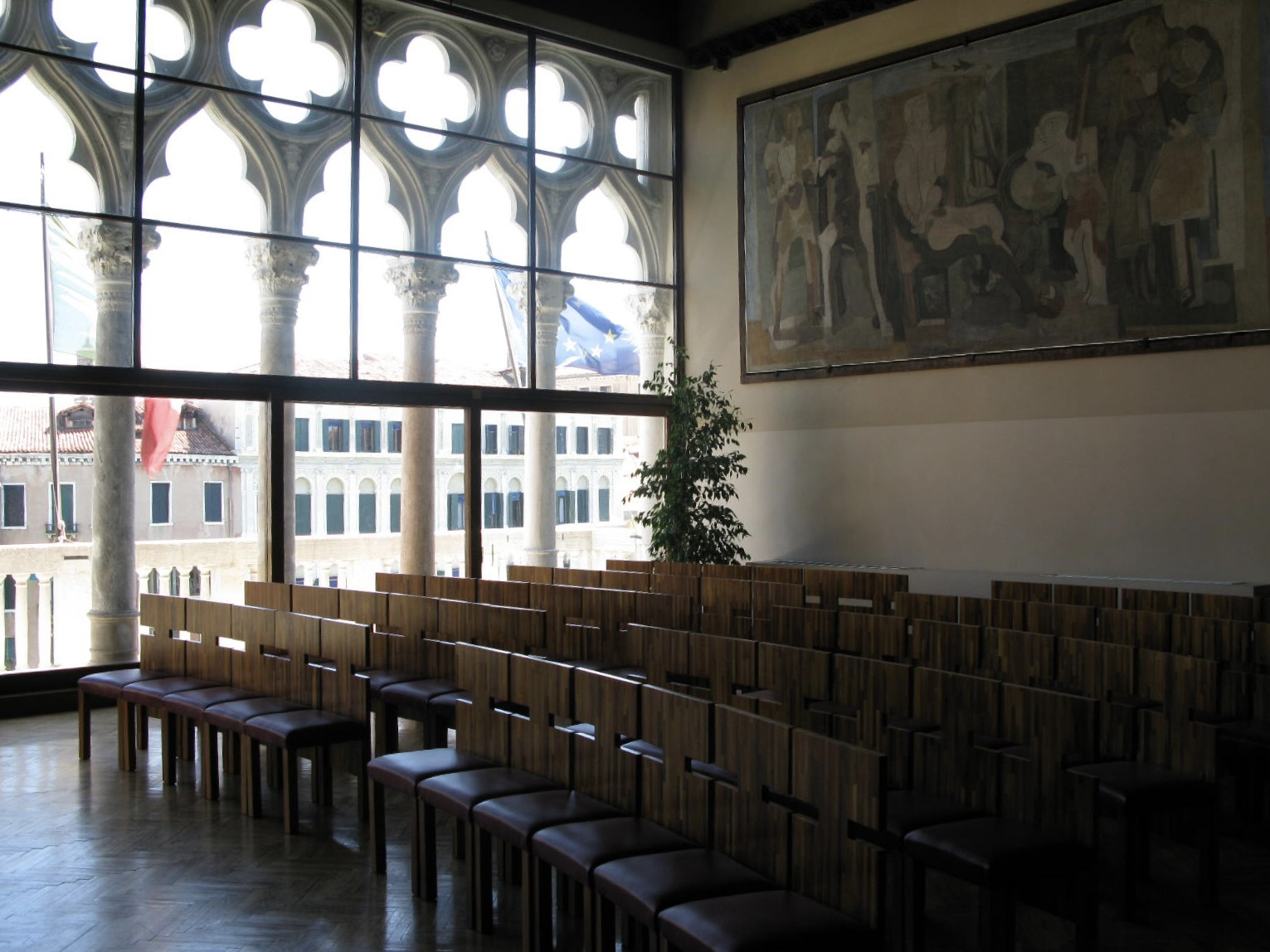
Vue partielle de la salle de cours.

Le projet de l’architecte incluait :
- la fermeture des meneaux, réalisée en bois et en verre ;
- le plancher en bois ;
- la corniche en marbre avec une inscription latine ;
- les deux piédestaux en marbre.

### La deuxième restauration

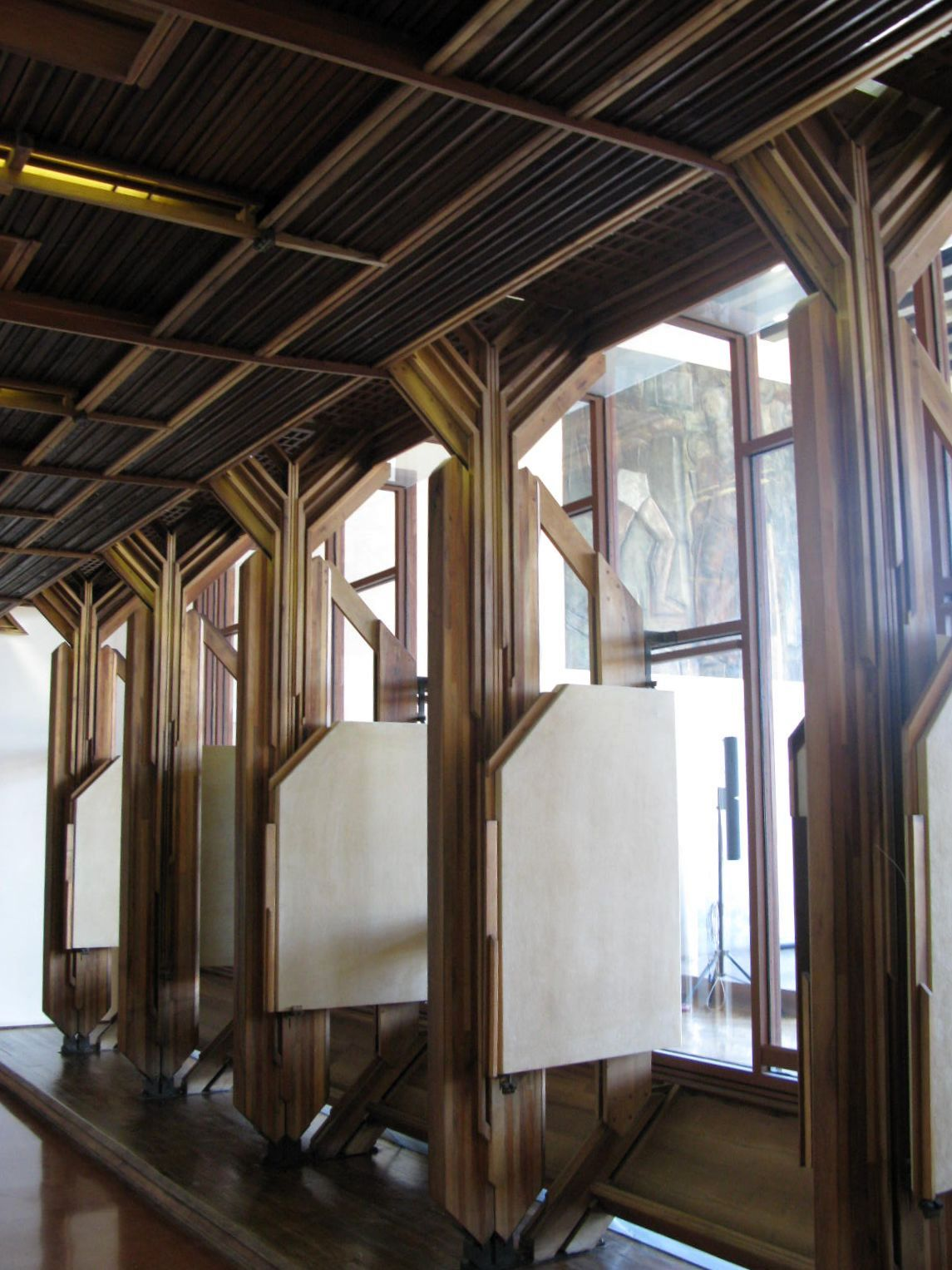
Boiserie conçue par Carlo Scarpa.

En 1956, le président Agostino Lanzillo a demandé à Carlo Scarpa de transformer l’amphithéâtre en salle de cours. L’architecte a donc enlevé l’amphithéâtre et réalisé la boiserie, en utilisant une partie du même bois employé pour l’amphithéâtre. La boiserie fonctionne comme une connexion et aussi comme une séparation entre la salle et le couloir ; les panneaux de la boiserie sont utilisés pour cacher la salle et quand ils sont fermés ils rappellent l’ogive de la fenêtre gothique. L’image de la fenêtre gothique est réfléchie sur le verre de la boiserie en produisant un effet particulier de la lumière.
La boiserie est une caractéristique souvent utilisée par l’architecte dans ses œuvres (voir par exemple le palais Querini Stampalia).

### Fresques

#### Venezia, l’Italia e gli studide Mario Sironi
En 1936 Mario Sironi a été appelé par le président Agostino Lanzillo pour décorer l’amphithéâtre de l’École Supérieure de Commerce. Il a réalisé une peinture murale qui inclut une série de figures allégoriques :
- un étudiant-athlète, symbole des groupes fascistes ;
- l’allégorie de la Technique ;
- l’allégorie de la Médecine ;
- la ville de Venise assise sur le trône ;
- le lion de Venise, symbole de la République ;
- les coupoles de la basilique Saint-Marc ;
- la patrie qui représente la victoire de l’Italie sur l’Éthiopie.

#### La Scuolade Mario Deluigi
Mario Deluigi a décoré une chambre au premier étage du palais ; ensuite la peinture a été déplacée au deuxième étage dans l’Aula Mario Baratto. 
La peinture représente l’école de philosophes: au centre il y a le philosophe entouré par les étudiants. La peinture reflète le cubisme, mais elle viole une règle de base c’est-à-dire celle de deux dimensions : les panneaux placés dans le fond créent la troisième dimension.

### La dernière restauration

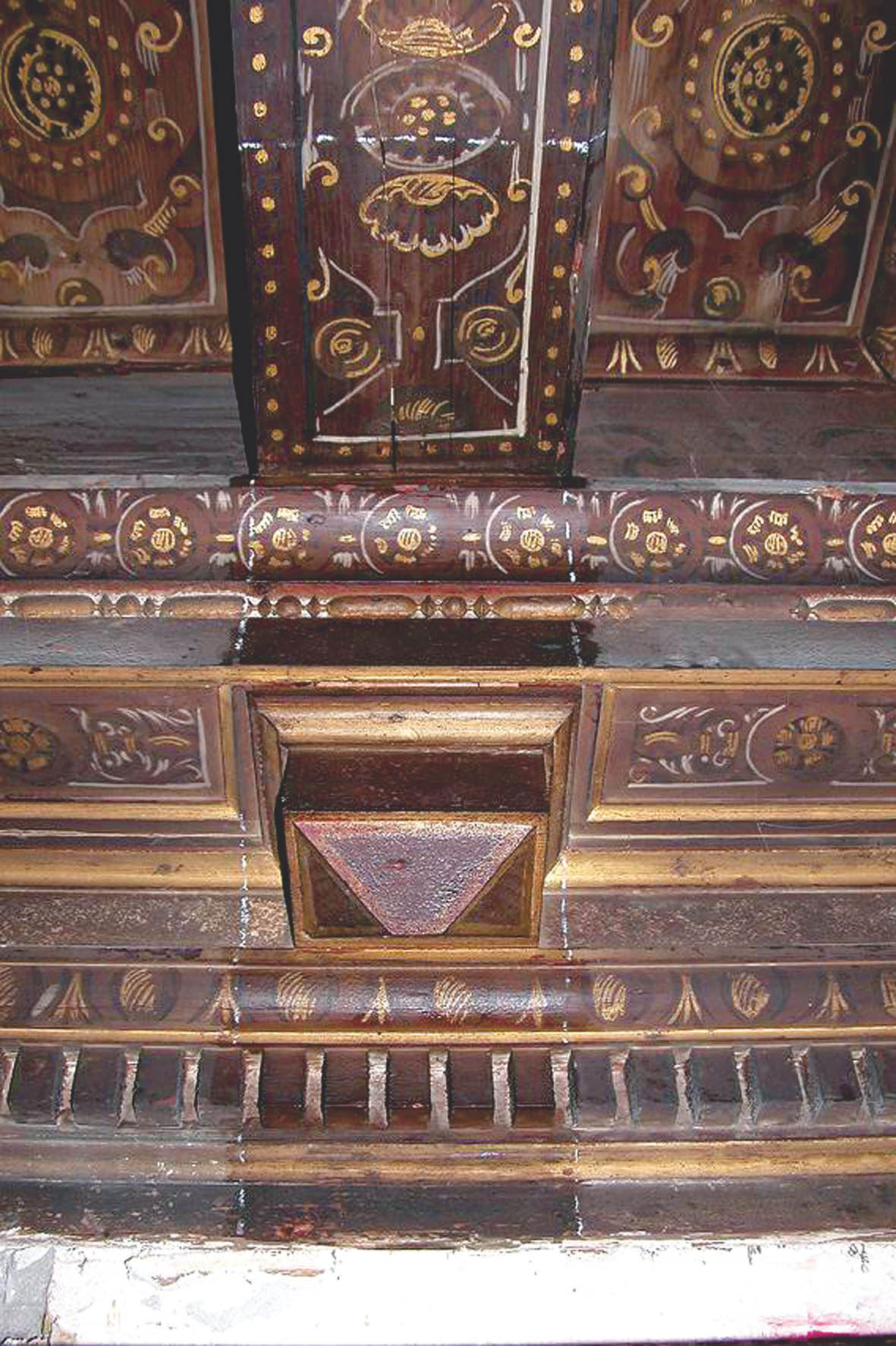
Plafonds décorés du Ca' Foscari datés du XVIe siècle.

La dernière restauration de l'université Ca' Foscari et Ca’ Giustinian a eu lieu en 2004 par la firme Sacaim dans l’intention de répondre aux nouvelles exigences de sécurité et de fonctionnalité, et en même temps de respecter l’ancienne structure du palais. La restauration dure un an et demi, depuis janvier 2004 jusqu'à l'été 2006.
Pendant les travaux de restauration, des documents de valeur historique et artistique ont été retrouvés, en particulier : 
- des pièces archéologiques dans la cour de Ca’ Foscari, datant du IXe siècle ;

- le sol peint trouvé dans les chambres du deuxième étage ; il date du milieu du XVe siècle;

- les plafonds décorés à l’or datant du XVIe siècle.

Acier, verre et résine ont été les matériaux utilisés pour la réalisation des nouvelles parties, c’est-à-dire des matériaux qui rendent visibles les traits antiques grâce à leur neutralité.